# AeLL.
AeLL.（エール）は、芸能プロダクション・シャイニングウィル所属の日本の女性アイドルグループ。

## 概要
- メンバーは篠崎 愛（しのざき あい）、リーダー西 恵利香（にし えりか）、石條 遥梨（しじょう はるな）、鷹那 空実（たかな くみ）の4人組アイドルユニット。
- Activity Eco Life with Loveをコンセプトに「健康」、「エコ」、「環境問題」に真正面から立ち向かうアイドルという活動方針を掲げ、2011年1月1日から活動をスタートさせた[2]。
- 2014年9月14日に都内で行うライブを以って無期活動休止を発表[3]。

## メンバー
| 氏名                         | 生年月日（年齢）      | 出身地 | 愛称       | 備考               | プロフィール     |
| ---------------------------- | --------------------- | ------ | ---------- | ------------------ | ---------------- |
| 西恵利香 （にし えりか）     | 1989年1月11日（36歳） | 埼玉県 | えりす     | （リーダー）       | 公式プロフィール |
| 篠崎愛 （しのざき あい）     | 1992年2月26日（33歳） | 東京都 | あいちゃん | （癒し担当）       | 公式プロフィール |
| 石條遥梨 （しじょう はるな） | 1993年6月11日（31歳） | 東京都 | しじょー   | （すっとぼけ担当） | 公式プロフィール |
| 鷹那空実 （たかな くみ）     | 1994年1月22日（31歳） | 東京都 | もんちぃ   | （笑顔担当）       | 公式プロフィール |

### 旧メンバー
| 氏名                     | 生年月日（年齢）     | 活動期間                   |
| ------------------------ | -------------------- | -------------------------- |
| 戸堂友琴 （こどう ゆき） | 1992年6月6日（32歳） | 2011年1月1日〜2011年3月4日 |

## 略歴
2011年

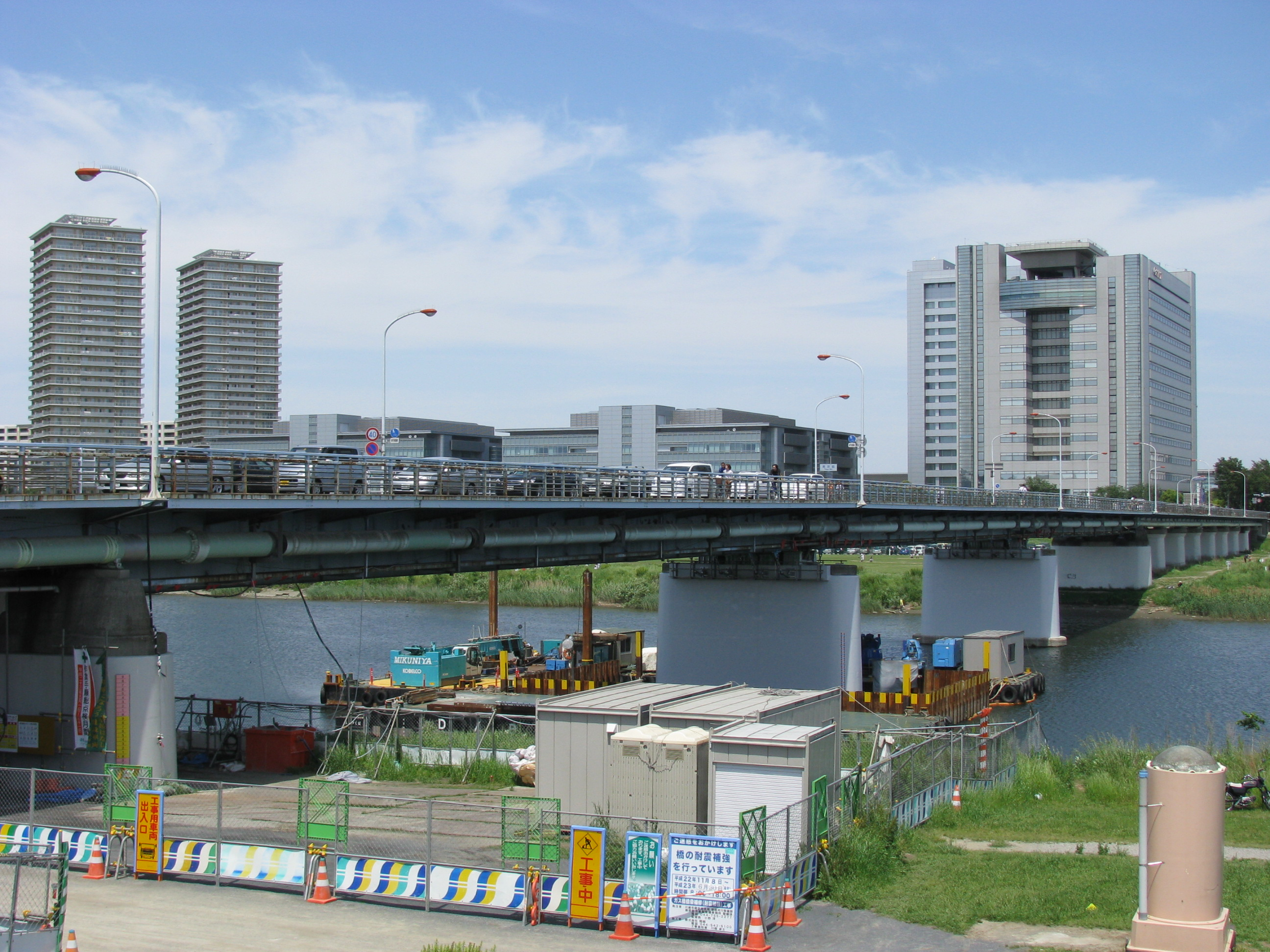
AeLL.としての初仕事となった「多摩川堤健康マラソン」の会場付近にあるガス橋
（2011年5月15日）

- 1月1日、AeLL.結成。『元旦初走り多摩川堤健康マラソン』 10キロメートルマラソンに参加した。
- 2月13日、『赤羽ハーフマラソン』20キロメートルマラソン参加した。
- 4月29日、1stシングル「エコロジーモンキーズ」発売。
- 7月31日、2ndシングル「頑張れ！私！」発売。
- 8月27日・28日、『TOKYO IDOL FESTIVAL 2011 〜Eco & Smile〜』に参加。
- 10月2日、AeLL.プロジェクトAeLL.村 始動。（山梨県南アルプス市）[5]。
- 10月9日、第12回タイ・フェスティバルに出演。
- 10月15日、富士山定期清掃に参加した。
- 11月2日 - 6日、東京ラーメンショー2011 - スペシャルサポーターに就任。
- 12月3日、3rdシングル「Everyday 負けない！」発売。
- 12月4日、AeLL.プロジェクトAeLL.村 第二回開墾。
- 12月31日、『AeLL.結成365日目の初ワンマンライブ！〜ヤバいやつ．2011』 @渋谷DESEOを開催。

2012年
- 2月11日、4thシングル「ありがとうサヨナラ。」発売。
- 4月22日、AeLL.プロジェクトAeLL.村 第三回開墾。
- 5月12日・13日、第13回タイ・フェスティバル2012に参加。
- 7月1日、北アルプスリレーマラトン＆ロードレースに参加。
- 8月4日・5日、『TOKYO IDOL FESTIVAL 2012』に参加。
- 9月5日、1stアルバム「with AeLL.」発売。
- 11月11日、AeLL.プロジェクトAeLL.村 第四回開墾。

2013年
- 1月1日、AeLL.年越しLIVE @山梨KAZOO HALLを開催。
- 3月16日、AeLL.初3大都市ワンマンLIVE『好きツアー』始動。好きだがやー名古屋♡ @名古屋ボトムライン。
- 3月23日、好きやねん大阪♡ @大阪STUDIO PARTITA。
- 3月31日、好きすぎて、東京・・・♡ @東京キネマ倶楽部。
- 7月7日、世界文化遺産に登録された富士山に登り、8合目の山小屋「江戸屋」でキーホルダーなど遺産登録とコラボした限定グッズを販売した。

2014年

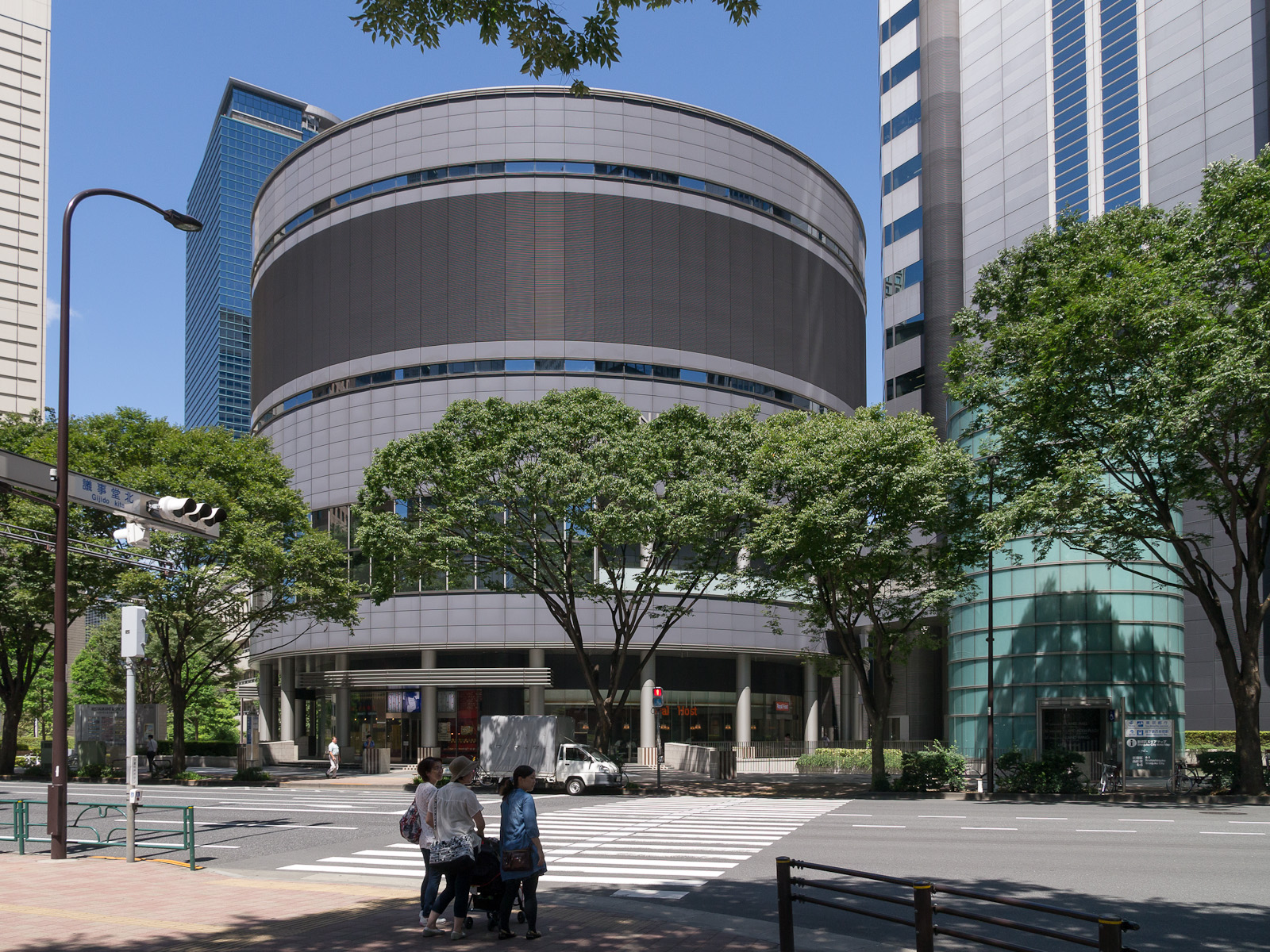
AeLL.のラストワンマン公演が行われた新宿ReNY（新宿アイランドタワー南棟館内）

- 2月9日、Be Choir x AeLL. もしクワ「もしもゴスペルクワイアのBe ChoirとアイドルグループのAeLL.がコラボレーションライブをしたら」@東京キネマ倶楽部を開催。
- 4月9日、2ndアルバム「4/4 YON BUN NO YON」発売。
- 9月14日、「AeLL.ラストワンマンin東京～ほんとうにありがとう～」@新宿ReNYをもって、AeLL.としてのグループ活動を無期限活動休止。

## 作品

### シングル
| # | タイトル                    | リリース日     | 順位  | 品番                      | 販売形態                | 備考           |
| - | --------------------------- | -------------- | ----- | ------------------------- | ----------------------- | -------------- |
| 1 | エコロジーモンキーズ        | 2011年4月29日  | 131位 | SHINING-A-01              | CD                      |                |
| 2 | 頑張れ！私！                | 2011年7月31日  | 155位 | SHINING-A-02 SHINING-A-03 | CD (type-A) CD (type-B) |                |
| 3 | Everyday 負けない！         | 2011年11月19日 | 108位 | SHINING-A-04              | CD                      |                |
| 4 | ありがとうサヨナラ。        | 2012年2月11日  | 71位  | SHINING-A-05              | CD                      |                |
| 5 | MAGIC⇔MUSIC                 | 2013年3月31日  | 33位  | SHINING-A-07              | CD                      |                |
| 6 | シンデレラ サマータイム     | 2013年8月7日   | 33位  | SHINING-A-08              | CD                      |                |
| - | 青空〜きっと想いは届く〜/絆 | 2013年10月27日 | -     | -                         | CD                      | 1000枚限定生産 |

### アルバム
| # | タイトル           | リリース日   | 順位 | 品番                       | 販売形態                                           |
| - | ------------------ | ------------ | ---- | -------------------------- | -------------------------------------------------- |
| 1 | with AeLL.         | 2012年9月5日 | 14位 | SHINING-A-06               | CD                                                 |
| 2 | 4/4 YON BUN NO YON | 2014年4月9日 | 18位 | SHINI-10 SHINI-11 SHINI-12 | CD（通常盤） CD（初回限定盤） CD+DVD（初回限定盤） |

### 映像作品
- AeLL. THE MOVIE COMPLETE BOX（2014年5月23日、SHINING-C-04）
たいむすりっぷメガネ（主演・篠崎）
食堂あるぷす（主演・西）
エール探偵事務所 ホーンテッド探偵（主演・鷹那）
エール探偵事務所 私でええんか（主演・石條）

## タイアップ
- Everyday 負けない! - 映画『パンツの穴 THE MOVIE 〜童貞喪失ラプソディ〜』主題歌
- シンデレラ サマータイム - 映画『たいむすりっぷメガネ』主題歌
- 青空〜きっと想いは届く〜 - 『第五回 しまだ大井川マラソンinリバティ』公式テーマソング
- 絆 - 『しまだ大井川マラソンinリバティ』公式応援ソング

## 出演

### 映画
- パンツの穴 THE MOVIE 〜童貞喪失ラプソディ〜（2011年、ジョリー・ロジャー）[6]
- たいむすりっぷメガネ（2013年、キャンター）[7]

### テレビ
- PigooRadio 木曜日（2011年4月21日 - 9月22日、PigooHD・エンタ!371）
- ツボ娘 （2011年7月24日、TBS）
- つんつべ♂ （TOKYO MX）
- 篠崎愛のロケっとスタート（2012年11月 - 2013年12月、アイドル専門チャンネルPigoo）
- ハシゴマン （2012年10月25日、TOKYO MX）
- 週刊働く人 （2013年4月5日 - 9月27日、テレビ東京） - 篠崎はレギュラー、他メンバーは準レギュラー
- あらあらかしこ （2013年8月17日、仙台放送）
- 有吉反省会 （2013年10月20日、日本テレビ）

### ラジオ
- 〜IDOL SHOWCASE〜 i-BAN!!（2011年12月11日・2012年9月16日、NACK5）
- まだまだゴチャ・まぜっ!〜集まれヤンヤン〜（MBSラジオ）
  - 篠崎出演（2011年9月4日 - 2012年4月15日）
  - 西出演（2012年4月22日 - 2013年4月14日）
  - 石條出演（2013年4月21日 - 2014年4月13日）
- wktkラヂオ学園（2012年10月14日、NHKラジオ第1放送）
- リッスン? 〜Live 4 Life〜（2013年4月 - 2014年3月、文化放送） - コーナー担当、2013年9月までは火曜日コーナー担当
- TOKYO→NIIGATA MUSIC CONVOY（2013年6月12日、FM PORT）
- ロッチのだめだめラジオ・天使のお言葉（2013年8月17日・2014年4月19日、NHKラジオ第1放送）

### 雑誌
- BOMB（学研パブリッシング）

### インターネット
- AeLL.のニコジョッキー（2011年9月13日 - 2012年7月3日、ニコジョッキー）隔週火曜日20:00
- AeLL.放送局（2011年11月7日 - 、毎週水曜日 21:00 - 22:00)

## 活動休止後
- 篠崎と西はそれぞれソロ活動へ移行した。
- 鷹那は2015年1月6日に芸能界を引退した[8]。石條も2015年3月14日に芸能界を引退したが[9]、同年末にお笑い芸人のキートンとのコンビで「キートンさんと熊本の人」としてお笑い番組に出演し、視聴者を驚かせた[10]。
- 楽曲の一部は同事務所にて後年結成されたOne Stopin StepやGlitter Pieceに引き継がれた。